# Cannuccia

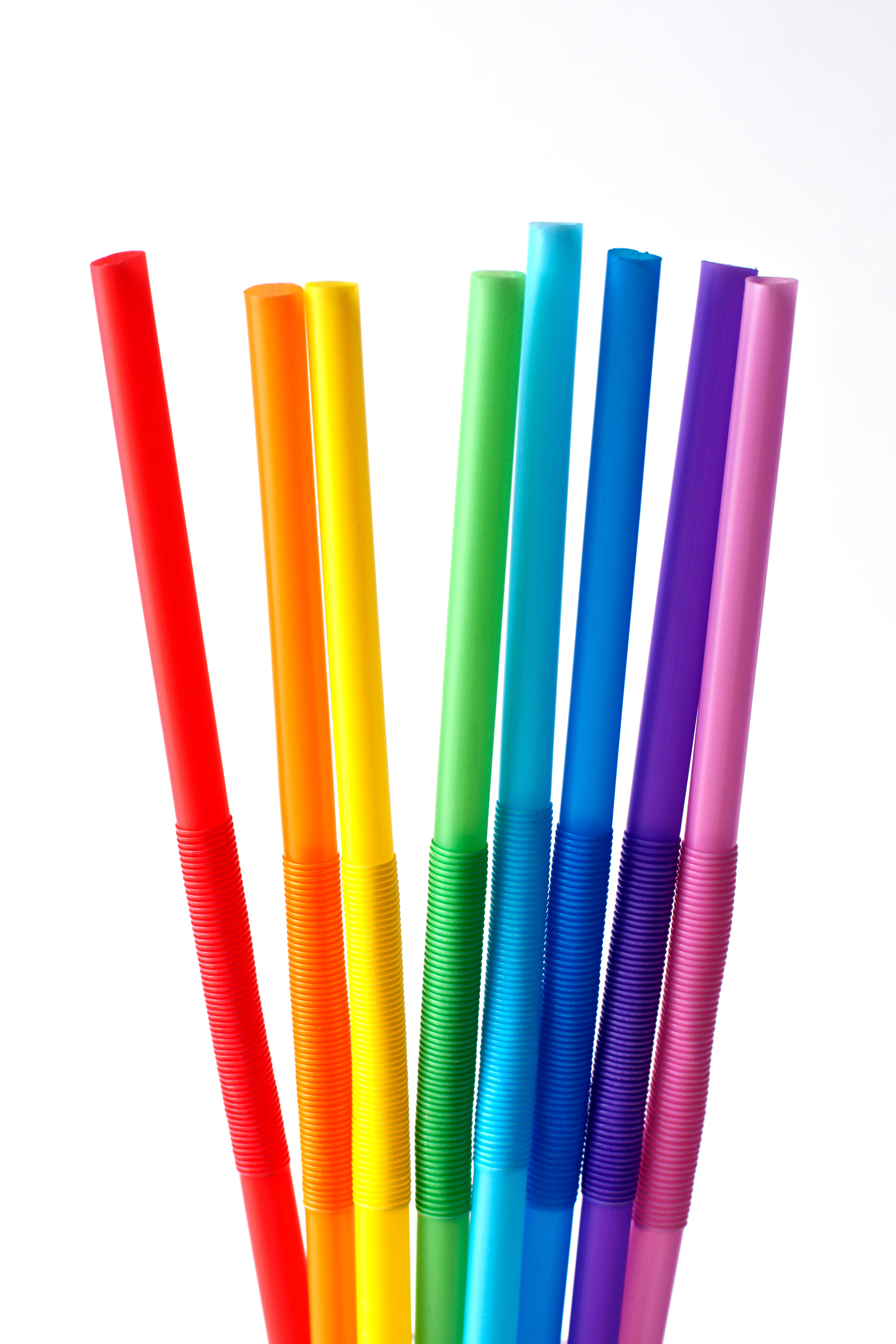
Cannucce in plastica

La cannuccia è uno strumento usato per bere. È un tubicino che permette di sorbire le bevande senza mettere le labbra a contatto con il contenitore.
Attualmente vista la necessità di eliminare la plastica si adottano alternative di diversi materiali come la carta, il bambù, l'acciaio, il rame e la pasta.
Le prime attestazioni si ritrovano già nei sigilli sumerici del terzo millennio a.C., che mostrano diverse persone utilizzare lunghe canne per bere birra da grossi recipienti. In seguito sono state ideate cannucce in paglia, mentre oggi la versione più diffusa è realizzata in plastica. Di misure molto varie a seconda dell'uso, quelle che corredano cartocci monodose non sono più lunghe del contenitore con cui sono fornite (come i succhi di frutta).

## Caratteristiche
Le cannucce da bar sono lunghe una ventina di centimetri, anche se ve ne sono di lunghezze variabili, fino ad un metro, di diametro da 3 a 8 mm (per bevande dense come il frappé o la granita). Per salvaguardare l'igiene sono disponibili anche cannucce imbustate singolarmente. 

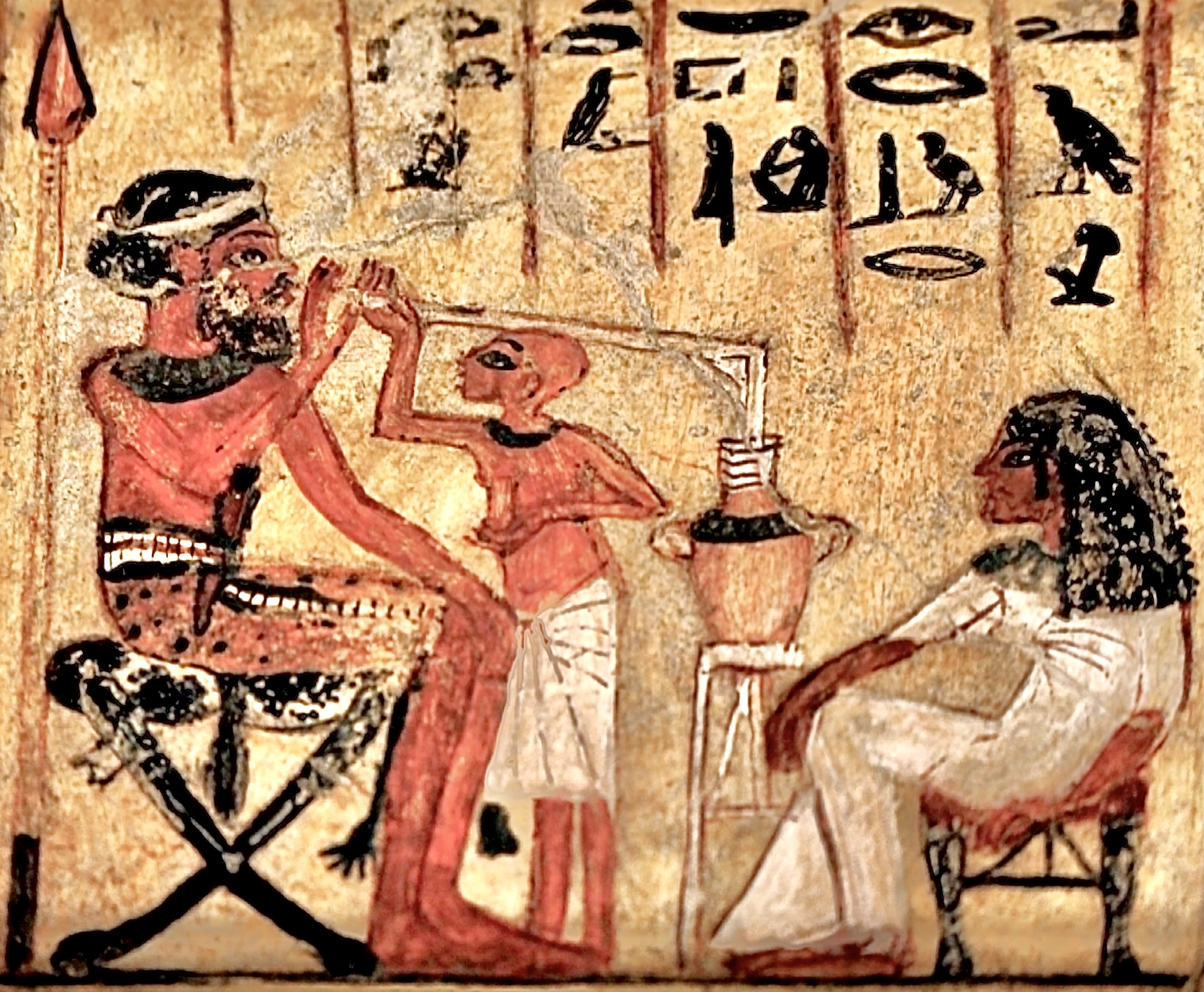
Antico dipinto egiziano, XVIII dinastia, regno di Akhenaton (Amenofi IV), circa 1300 a.C. raffigurante l'uso di una prima forma di cannuccia per bere birra. Museo Egizio di Berlino

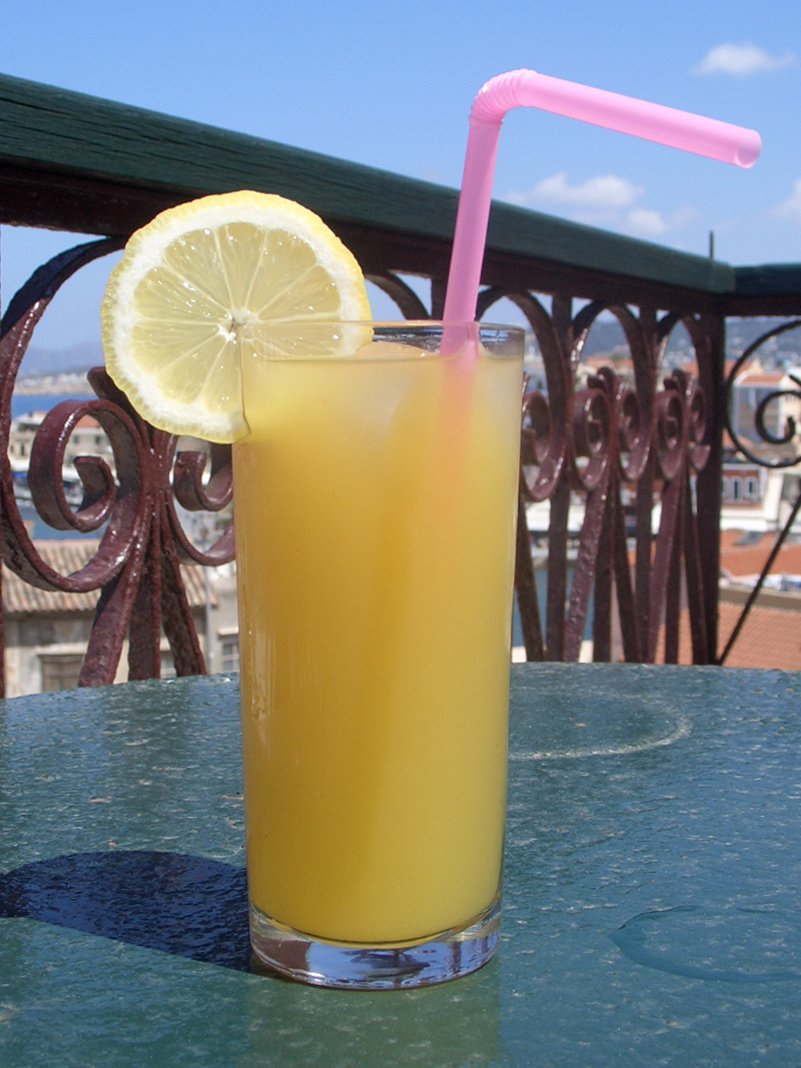
Una bibita con cannuccia

Nonostante le prime cannucce fossero dritte, dalla fine degli anni 30' si sono diffuse cannucce la cui estremità superiore è ripiegabile di 180 gradi grazie a delle pieghe: questo consente loro di occupare meno spazio e di offrire una maggiore comodità di utilizzo.

## Storia

### Primi esempi
Le prime cannucce conosciute furono realizzate dai Sumeri e servivano per bere la birra, probabilmente per evitare che i sottoprodotti solidi della fermentazione affondassero sul fondo. La più antica cannuccia esistente, trovata in una tomba sumera datata 3.000 a.C., era un tubo d'oro intarsiato con la preziosa pietra blu lapislazzuli. Altri affermano che scettri di metallo scoperti in Armenia nel 1897 e risalgono alla cultura Maykop (dal 3700 al 2900 a.C.) come le più antiche cannucce sopravvissute. Gli argentini e i loro vicini hanno, per diverse centinaia di anni, usato (per bere il matè) un simile dispositivo metallico chiamato bombilla, che fungeva sia da cannuccia che da setaccio. Nel 1800, la lolium divenne di moda perché era economica e morbida, ma aveva una sfortunata tendenza a trasformarsi in poltiglia quando viene messa in un liquido.
L'americano Marvin C. Stone brevettò la moderna cannuccia, lunga 8 pollici e mezzo e fatta di carta, nel 1888, per affrontare le carenze della paglia di segale. Gli venne l'idea mentre beveva un mint julep in una calda giornata a Washington, DC; il sapore della paglia di segale si mescolava con la bevanda e le conferiva un sapore erbaceo, che trovava insoddisfacente. Ha avvolto la carta attorno a una matita per formare un tubo sottile, ha fatto scorrere la matita da un'estremità e ha applicato la colla tra le strisce. In seguito lo raffinò costruendo una macchina che avrebbe ricoperto l'esterno della carta con cera per tenerla insieme, in modo che la colla non si dissolvesse nel bourbon.

### Produzione di massa
Le cannucce di plastica si sono diffuse dopo la seconda guerra mondiale. I materiali utilizzati nella loro fabbricazione erano poco costosi e i tipi di piatti del ristorante che accompagnavano erano diventati più convenienti e popolari.
Nel 1930, Sir Otto W. Dieffenbach sviluppò e produsse una cannuccia di cellophane a Baltimora. La sua azienda nota come Glassips Inc. produceva cannucce per ristoranti e altri prodotti. Un brevetto risale al 1954. Il signor Dieffenbach è stato presidente fino al 1972 e l'azienda, allora con sede a Towson MD, è stata venduta nel 1979.

## Tipi
Le cannucce sono disponibili in molte varianti e sono prodotte utilizzando una varietà di materiali.

### Plastica

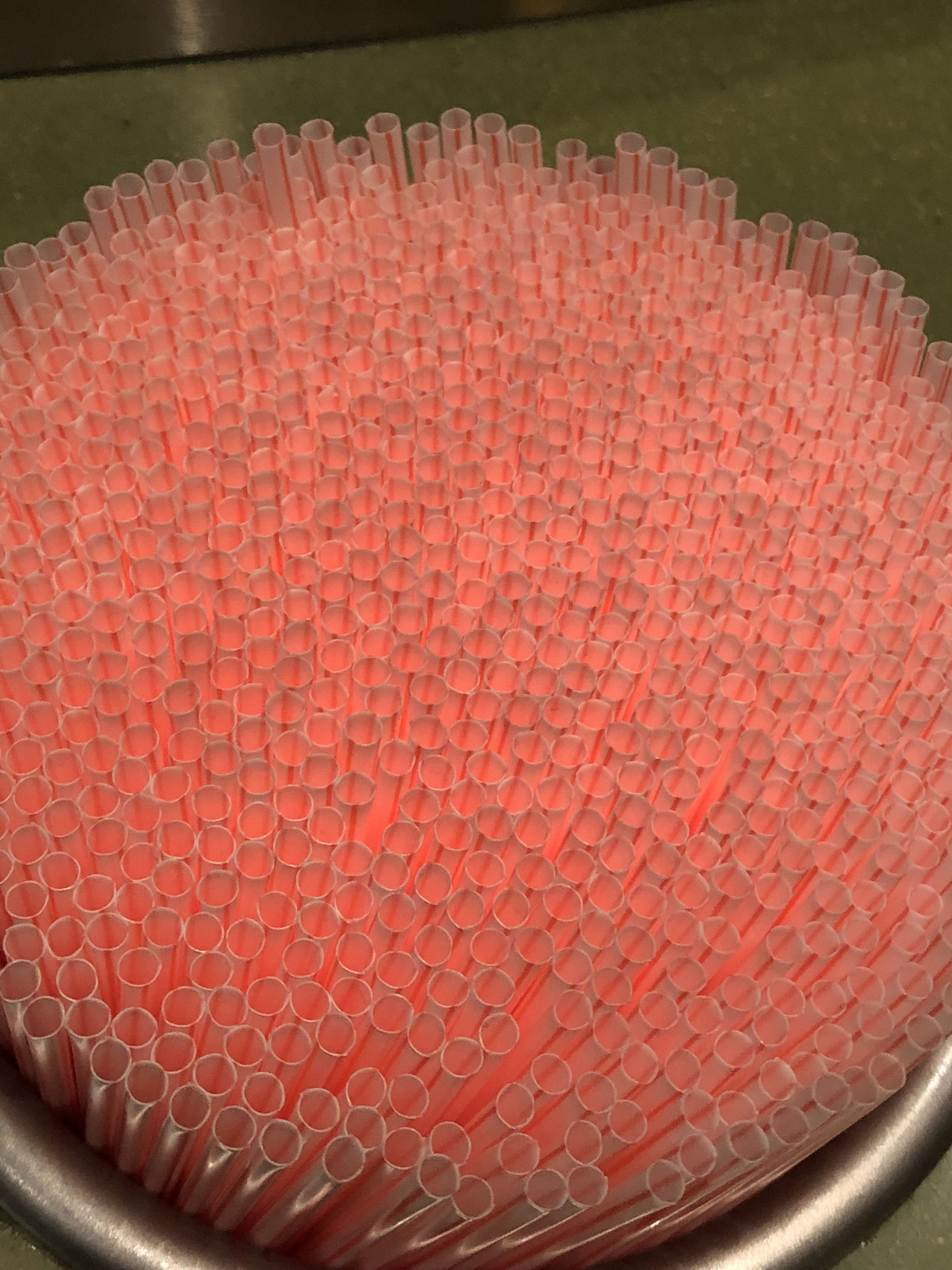
Cannucce di plastica in un contenitore

La forma più comune di cannuccia è realizzata in polimero termoplastico polipropilene. Questa plastica è nota per la sua durata, leggerezza e capacità di essere prodotta a basso costo. Altri polimeri plastici che presentano queste caratteristiche includono il polietilene (PE) e il cloruro di polivinile (PVC).
Questi attributi sono ciò che ha reso la tradizionale cannuccia di plastica onnipresente nei fast food e negli ordini da asporto in tutto il mondo. Inoltre, altri vantaggi delle cannucce di plastica includono la loro capacità di essere modellate in diverse forme e dimensioni pur essendo in grado di resistere a un'ampia gamma di temperature senza deformarsi. Questo è importante perché le cannucce devono essere resistenti alla temperatura e isolate termicamente perché possono essere utilizzate sia in bevande calde che fredde.
Una variazione interessante della cannuccia di plastica è la "cannuccia flessibile", comunemente chiamata nell'industria "cannuccia articolata". Questa cannuccia ha una cerniera a fisarmonica vicino alla parte superiore per consentire una migliore manovrabilità della cannuccia quando si beve una bevanda, soprattutto da un angolo basso. La cannuccia articolata è stata inventata da Joseph Friedman nel 1937. Ha rapidamente sviluppato la cannuccia dopo aver visto sua figlia faticare per usare una normale cannuccia dritta.
Un'altra variante della cannuccia di plastica, la "cannuccia a cucchiaio", ha una punta simile a un cucchiaio nella parte inferiore ed è spesso utilizzata con bevande ghiacciate.
Le "cannucce per mescolare" con una lunghezza relativamente corta e un foro piuttosto stretto vengono spesso fornite insieme a tazze usa e getta per preparare caffè o tè e hanno la funzione principale di poter mescolare zucchero, dolcificante, panna o creme non casearie, come oltre a consentire di sorseggiare una bevanda calda. Inoltre, le cannucce di plastica per il tè boba con aperture più larghe sono comunemente utilizzate per bere tale bevanda, per accogliere meglio le sue caratteristiche perle di tapioca. La punta di queste cannucce è spesso tagliata ad angolo creando un punto che consente di utilizzare la cannuccia per forare la copertura di plastica delle bevande al tè a bolle.
Le cannucce di plastica possono anche essere abbellite con alcune forme commercializzate come "cannucce pazze", con una serie di abbellimenti nella parte superiore. Queste cannucce sono spesso commercializzate e possono essere divertenti per i bambini piccoli e furono inventate da Arthur Philip Gildersleeve e brevettate nel 1936.

### Riutilizzabile

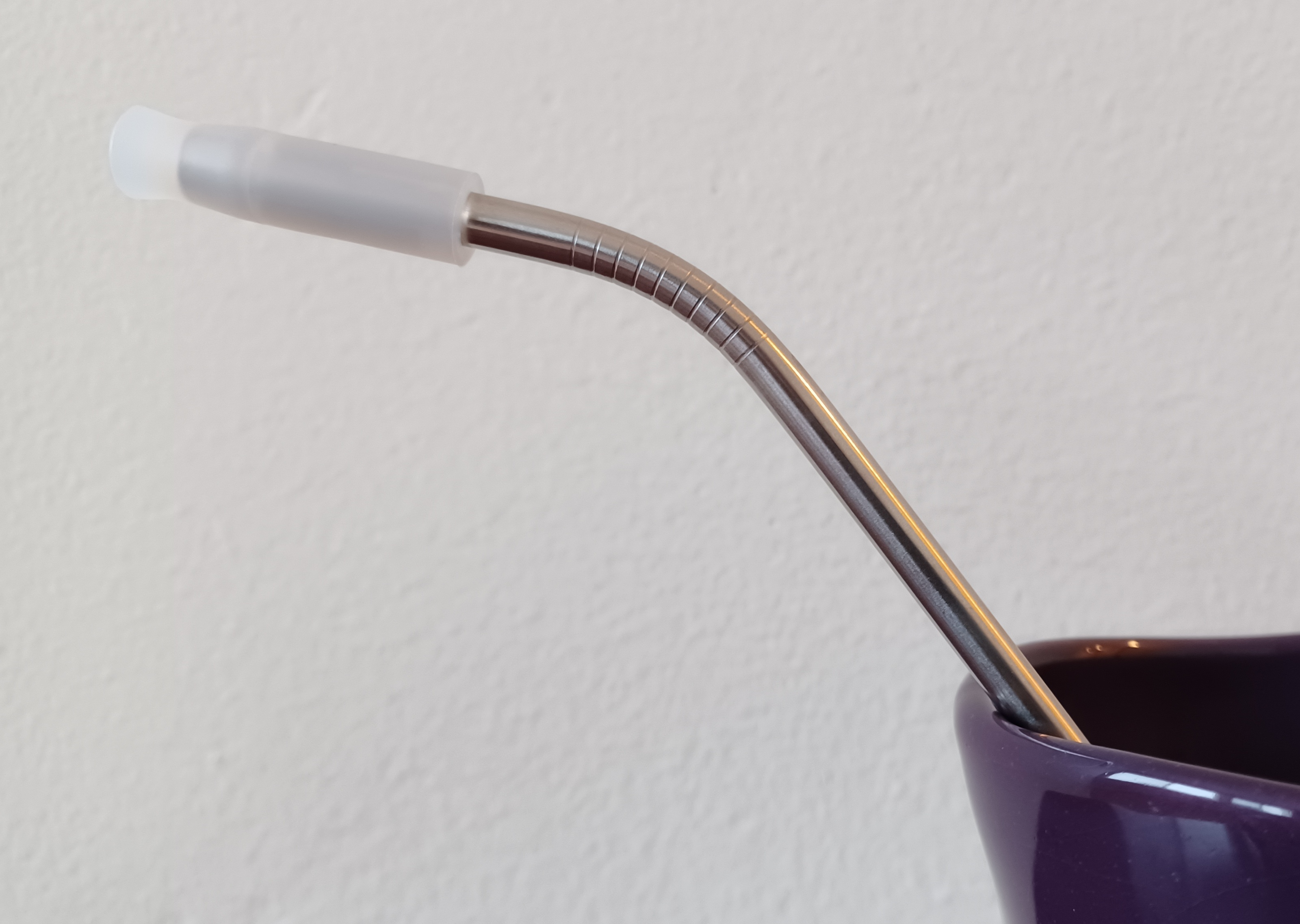
Una cannuccia di metallo riutilizzabile con punta in silicone

Le preoccupazioni ambientali, derivanti dall'impatto che i rifiuti di plastica hanno avuto sull'oceano, hanno portato a un aumento delle cannucce riutilizzabili. Le cannucce riutilizzabili vengono prodotte principalmente con acido polilattico (PLA), silicone e metallo. Le cannucce di acido polilattico e silicone sono le più simili nella consistenza e al tatto alle loro controparti in plastica, tuttavia rientrano nella categoria dei polimeri biodegradabili. Questi tipi di cannucce hanno alcuni vantaggi rispetto ad altre cannucce più ecologiche perché sono resistenti alla disintegrazione nella propria bevanda e forniscono un adeguato isolamento per bevande calde e fredde. Un produttore di cannucce di silicone afferma addirittura che le loro cannucce possono essere bruciate in cenere biodegradabile.

### Monouso
Alcune aziende come Starbucks si sono allontanate dalle cannucce di plastica. Le cannucce di bambù sono talvolta ricavate dall'albero di Phyllostachys edulis.
Alcune aziende come McDonald's sono passate a cannucce di carta e cartone. Ci sono alcune aziende innovative che cercano di introdurre un'alternativa alle cannucce di plastica come la cannuccia fatta di grano, erba o canna.

### Commestibile
Le cannucce commestibili sono state realizzate con materiali come riso, alghe, segale, e dolciumi (come le caramelle).
Le cannucce aromatizzate sono una forma di cannuccia con un aroma incluso, progettato per rendere il latte da bere più piacevole per i bambini. Sono state commercializzate per la prima volta negli Stati Uniti nel 1956 come Flav-R-Straws. Variazioni più recenti dell'idea originale sono state riproposte in forme come Sipahhs e Magic Milk Straws che contengono centinaia di palline aromatizzate racchiuse in una cannuccia di plastica rigida.

## Impatto ambientale
La produzione di cannucce di plastica contribuisce in piccola parte al consumo di petrolio e le cannucce usate diventano una piccola parte dell'inquinamento da plastica globale quando vengono scartate, la maggior parte dopo un singolo utilizzo.
Le cannucce di plastica non sono riciclabili e possono continuare a inquinare vari aspetti dell'ambiente, inclusi corpi idrici e strade, per oltre 200 anni a causa del loro mancato smaltimento.
L'immagine di una cannuccia di plastica inserita nella narice di una tartaruga marina, filmata dalla biologa marina Christine Figgener, si è rapidamente diffusa su tutti i media e ha stimolato l'aumento della consapevolezza riguardo al potenziale pericolo delle cannucce di plastica per la vita marina. Lo scienziato che ha caricato il video osserva che è l'attrazione emotiva delle immagini, piuttosto che il significato della stessa cannuccia di plastica, che ha raccolto un così alto numero di spettatori.

### Quantità
Un gruppo di difesa anti-cannuccia ha stimato che circa 500 milioni di cannucce vengono utilizzate quotidianamente solo negli Stati Uniti, una media di 1,6 cannucce pro capite al giorno. Questa statistica è stata criticata come imprecisa, perché è stata approssimata da Milo Cress, che all'epoca aveva nove anni, dopo aver esaminato i produttori di cannucce per chiedere le loro stime del totale, che ha poi fatto la media. (Ulteriori dettagli non sono disponibili in quanto "avendo 9 anni, non aveva pensato di documentare il processo da vicino.") Questa cifra è stata ampiamente citata dalle principali testate giornalistiche. La società di ricerche di mercato Freedonia Group ha stimato il numero in 390 milioni. Un'altra società di ricerche di mercato Technomic ha stimato il numero in 170 milioni, sebbene questo numero escluda alcuni tipi di cannucce.
Le cannucce di plastica ammontavano al 5-7,5% di tutti i rifiuti raccolti dalle spiagge durante l'International Cleanup Event 2017, condotto da Ocean Conservancy, rendendolo una fonte di contaminazione minore, ma considerata facile da evitare. In totale, sono meno dello 0,022% dei rifiuti di plastica emessi negli oceani.

### Microplastiche e nanoplastiche
L'inquinamento da microplastiche e nanoplastiche è un problema se i rifiuti di plastica vengono scaricati in modo improprio. Se le cannucce di plastica vengono smaltite in modo improprio, possono essere trasportate via acqua negli ecosistemi del suolo e in altri, dove si rompono in pezzi più piccoli e più pericolosi rispetto alla cannuccia di plastica originale.
L'acqua può scomporre i rifiuti di plastica in particelle di microplastica e nanoplastica. Queste particelle sono in grado di trasmettere sostanze nocive o possono rivelarsi esse stesse pericolose, in quanto è stato dimostrato che influenzano negativamente l'ambiente circostante.

### Alternative

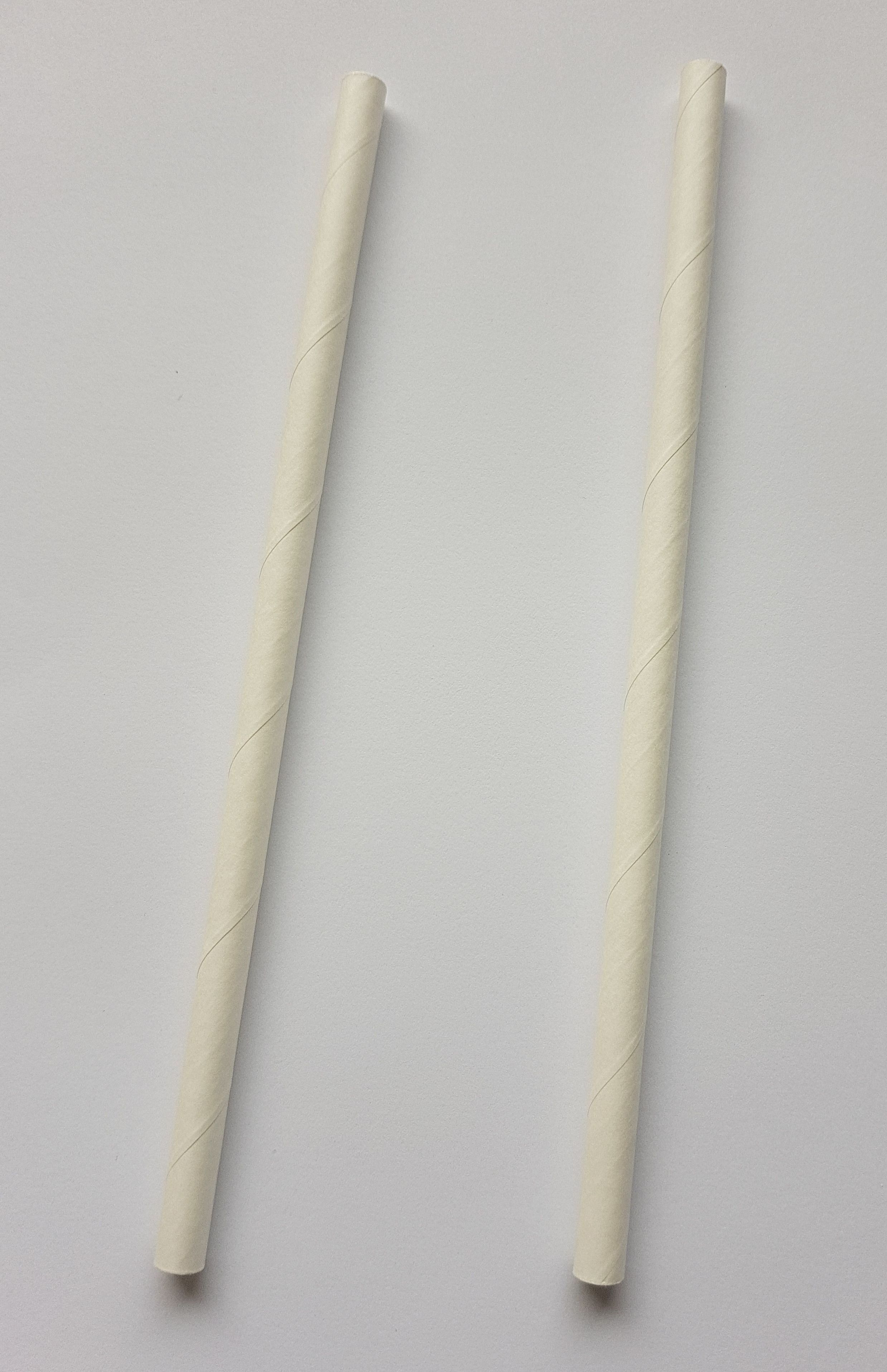
Cannucce di carta

Esistono alternative alle cannucce di plastica, alcune riutilizzabili, anche se non sempre facilmente reperibili, o ritenute di qualità sufficiente per tutti gli utenti (compresi, in particolare, i disabili). Le cannucce di carta si sono moltiplicate come alternativa popolare, anche se tendono a perdere la loro rigidità se immerse all'interno di una bevanda e in alcuni casi non sono abbastanza resistenti per bevande più dense come i frappé. Le cannucce di metallo sono più resistenti, ma non possono essere piegate, possono danneggiare i denti o lacerare i bambini o uccidere gli adulti durante le cadute e alcuni ristoranti le hanno segnalate come oggetto di furto.
Alcuni critici hanno sostenuto che le alternative di carta e metallo non sono più rispettose dell'ambiente della plastica, citando gli impatti ambientali della carta e dell'estrazione mineraria e che le cannucce di carta finirebbero probabilmente nelle discariche e non verrebbero compostate. Nell'agosto 2019, dopo aver distribuito cannucce di carta nel Regno Unito, McDonald's ha dichiarato che al momento le sue cannucce non potevano effettivamente essere riciclate, poiché il loro spessore "rende difficile il loro trattamento da parte dei nostri fornitori di soluzioni per i rifiuti". La catena ha dichiarato di essere andata verso la produzione di energia e non verso le discariche.
L'acido polilattico (PLA), una plastica biodegradabile, richiede il 69% in meno di risorse di combustibili fossili per essere prodotto rispetto alla plastica, ma richiede condizioni molto specifiche per degradarsi completamente. Il poliidrossialcanoato (PHA), derivato da olio vegetale, è un biodegradabile marino. Nel 2021, la società di produzione Wincup distribuiva un prodotto PHA con il marchio "la cannuccia Phade".
A partire dal 2021 sono stati provati diversi materiali alternativi ecologici. Tra questi ci sono cannucce di fieno, cannucce di bambù, cannucce di alghe e cannucce ricavate da foglie di cocco cadute naturalmente ed essiccate.

### Greenwashing
Tuttavia, non tutti i tentativi di essere più rispettosi dell'ambiente sono seri. Nel tentativo di incrementare artificialmente le vendite, alcuni gruppi si sono resi colpevoli di "greenwashing" o di commercializzare falsamente i loro prodotti come una valida alternativa rispettosa dell'ambiente, quando in realtà è altrettanto dannoso per l'ambiente, o peggio. Queste tattiche di marketing attirano consumatori ben intenzionati che credono di aiutare l'ambiente (spesso pagando di più per un prodotto), quando invece incoraggiano queste strategie fuorvianti.
Per combattere questo schema, TerraChoice, una società pubblicitaria con sede in America, ha creato una rubrica per calcolare la quantità di greenwashing prevalente in un prodotto. Hanno stabilito che il 95% dei prodotti esaminati nei negozi americani e canadesi è colpevole di almeno un atto di greenwashing.

## Divieti di cannucce di plastica e proposte
Alla fine degli anni 2010 è emerso un movimento verso leggi che vietano o limitano in altro modo l'uso di cannucce di plastica e altre materie plastiche monouso. I gruppi ambientalisti hanno incoraggiato i consumatori a opporsi all'inclusione "forzata" di cannucce di plastica con il servizio di ristorazione. Il movimento ha seguito la scoperta di particelle di plastica nei rifiuti oceanici e maggiori sforzi per la riduzione dei rifiuti di plastica che si sono concentrati sul divieto dei sacchetti di plastica in alcune giurisdizioni. È stato intensificato da video virali, tra cui uno di una cannuccia di plastica rimossa dalla narice di una tartaruga marina dal biologo Nathan J. Robinson e filmato dalla biologa marina e attivista Christine Figgener.

### Per paese

#### Australia
Un divieto di plastica monouso è stato introdotto nello stato del South Australia nel 2020. La catena di fast food McDonald's ha promesso di eliminare gradualmente le cannucce di plastica in tutta l'Australia entro il 2020.

#### Brasile
Il 5 luglio 2018, la città di Rio de Janeiro è diventata la prima capitale dello stato del Brasile a vietare la distribuzione di cannucce di plastica, "costringendo ristoranti, caffetterie, bar e simili, capanne sulla spiaggia e venditori ambulanti di utilizzare e fornire ai propri clienti solo cannucce di carta biodegradabili e/o riciclabili singolarmente”.

#### Canada
Nel maggio 2018, il consiglio comunale di Vancouver ha votato a favore dell'adozione di una "strategia di riduzione monouso", destinata ai contenitori di polistirolo monouso e alle cannucce di plastica. Il consiglio ha approvato la prima fase del regolamento nel novembre 2019, che è entrata in vigore entro aprile 2020, vietando la distribuzione di cannucce monouso se non richiesto (con cannucce a portata di mano che devono essere pieghevoli per motivi di accessibilità). I negozi di Bubble Tea ricevettero un'esenzione di un anno.
Nel marzo 2019, Starbucks ha annunciato che avrebbe introdotto i coperchi senza cannuccia per bevande fredde in tutta Toronto come parte delle sue aspirazioni ambientali globali.

#### Unione Europea
Nel maggio 2018, l'Unione Europea ha proposto una direttiva che vieta una serie di articoli in plastica monouso tra cui cannucce, cotton fioc, posate, bastoncini per palloncini e agitatori per bevande, oltre a limitare l'uso di altre materie plastiche monouso ed estendere la responsabilità del produttore. L'UE ha stimato che il piano eviterebbe 3,4 milioni di tonnellate di emissioni di carbonio, farà risparmiare ai consumatori 6,5 miliardi di euro e preverrà danni ambientali che costeranno l'equivalente di 22 miliardi di euro entro il 2030. Nell'ottobre 2018, il Parlamento Europeo ha votato per approvare la direttiva con 571 voti favorevoli e 53 contrari, e la direttiva è entrata in vigore il 2 luglio 2021. La specificità del mercato europeo consiste nel vietare tutti i tipi di cannucce in plastica, siano esse a base biologica o compostabili. Ciò significa che le comuni cannucce in PHA, PBS o PLA, ad esempio, sono vietate in questo territorio. Non è sempre chiaro se una cannuccia sia conforme o meno a questa legislazione, quindi si consiglia di eseguire un test di pirolisi per determinarne la composizione.

#### Taiwan
Cannucce di plastica monouso sono state vietate nelle strutture governative, nelle scuole, nei grandi magazzini, nei centri commerciali e nei fast food dal 1º luglio 2019.

#### Regno Unito
Il governo del Regno Unito ha impegnato 4 milioni di sterline per "Innovazione della plastica: verso zero rifiuti" nell'estate del 2017 nel tentativo di mitigare la circolazione di plastica non necessaria. In questo sforzo, undici progetti si sono assicurati l'intero importo del sostegno del governo. Ciascuno di questi progetti ha inventato nuovi modi per riciclare i prodotti di plastica usati e impedire loro di raggiungere le discariche. Nel 2018, la regina Elisabetta II ha bandito tutti gli oggetti di plastica monouso dai suoi palazzi.
Il 19 aprile 2018, in vista della Giornata della Terra, durante la riunione dei capi di governo del Commonwealth è stata annunciata una proposta per eliminare gradualmente la plastica monouso. Nel maggio 2019, l'Inghilterra ha annunciato che avrebbe vietato le cannucce di plastica monouso, i bastoncini per mescolare liquidi e i cotton fioc nell'aprile 2020. Il divieto è stato ritardato a causa della pandemia di coronavirus ed è entrato in vigore il 1º ottobre 2020.

#### Stati Uniti

##### California
Il 7 novembre 2017, la città di Santa Cruz, in California, ha implementato un divieto su tutti i contenitori, le cannucce e i coperchi da asporto non riciclabili, ma ha concesso 6 mesi a tutte le aziende per conformarsi prima che avvenisse l'applicazione. Il 1º gennaio 2018, la città di Alameda, in California, citando lo sforzo di Santa Cruz, ha implementato un divieto immediato di tutte le cannucce, tranne nel caso fossero richieste da un cliente, e ha concesso tale business fino al 1º luglio 2018 quando sarebbe stato obbligatorio che tutte le cannucce dovessero essere di carta compostabile e che tutti gli altri contenitori da asporto dovessero essere obbligatoriamente riciclabili.
Una legge della California in tutto lo Stato che limita la fornitura di cannucce di plastica monouso è entrata in vigore il 1º gennaio 2019. In base alla legge, i ristoranti possono fornire cannucce di plastica monouso solo su richiesta. La legge si applica ai ristoranti tradizionali ma esenta i fast-food, le gastronomie, le caffetterie e i ristoranti che fanno solo cibo da asporto. La legge non si applica ai bicchieri da asporto e alle bevande da asporto. Un ristorante riceverà avvisi per le sue prime due violazioni, quindi una multa di $ 25 al giorno per ogni violazione successiva, fino a un massimo di $ 300 in un anno. In una dichiarazione rilasciata dopo aver firmato la legislazione in legge, l'allora governatore Jerry Brown disse "È un passo molto piccolo farla chiedere a un cliente che vuole una cannuccia di plastica. E potrebbe farli riflettere e pensare di nuovo a un'alternativa."
I regolamenti locali sono stati approvati anche a Malibu, Davis e San Luis Obispo, in California.

##### Florida
I regolamenti locali sono stati approvati a Miami Beach e Fort Myers, in Florida.

##### Maryland
Nella contea di Montgomery, nel Maryland, è stato istituito un divieto sulle cannucce monouso, che entrò in vigore a tutti gli effetti il 21 dicembre 2021.

##### Massachusetts
Nel 2015, Williamstown, nel Massachusetts, ha vietato le cannucce che non sono riciclabili o compostabili come parte dei regolamenti sul polistirene dell'articolo 42.
Nella prima metà del 2018, tre città del Massachusetts hanno vietato le cannucce di plastica petrolchimiche direttamente nel caso di Provincetown e come parte di leggi più ampie sull'imballaggio alimentare sostenibile ad Andover e Brookline.
Nel 2019, Longmeadow, nel Massachusetts, ha vietato le cannucce di plastica e gli imballaggi in polistirolo.

##### New York
Un divieto di cannuccia è stato proposto a New York City da maggio 2018. Le aziende vengono multate se viene fornita una cannuccia (se non richiesta), se non sono disponibili cannucce di plastica su richiesta e per altri motivi riguardanti le cannucce.

##### Stato di Washington
La città di Seattle ha introdotto il divieto di cannucce usa e getta non compostabili il 1º luglio 2018.

### Conversioni volontarie
Dopo aver preso in considerazione un divieto nel Regno Unito, nel 2018, dopo un periodo di prova di due mesi con cannucce di carta in diversi punti vendita nel Paese, McDonald's ha annunciato che sarebbe passato alle cannucce di carta per tutte le sedi nel Regno Unito e Irlanda.
Un mese dopo l'approvazione del divieto di Vancouver (ma prima che entrasse in vigore), la seconda più grande catena di fast food del Canada A&W ha annunciato che avrebbe eliminato completamente le cannucce di plastica entro gennaio 2019 in tutte le proprie sedi.
Anche vari ristoranti indipendenti hanno smesso di usare cannucce di plastica.
Starbucks ha annunciato la conversione entro il 2020 a coperchi senza cannuccia per tutte le bevande fredde ad eccezione dei frappucino, che saranno serviti con cannucce di carta o altri materiali sostenibili.
Hyatt Hotels ha annunciato che le cannucce sarebbero state fornite solo su richiesta, a partire dal 1 settembre 2018. Royal Caribbean prevedé di offrire solo cannucce di carta su richiesta entro il 2019 e IKEA ha dichiarato che eliminerà tutti gli articoli in plastica monouso entro il 2020. Altre conversioni inclusero I negozi Waitrose, nel London City Airport, e Burger King UK a partire da settembre 2018. Anche alcune altre compagnie di crociera, compagnie aeree, compagnie di bevande e hotel hanno effettuato riduzioni parziali o complete.

### Opposizione ai divieti
Poiché le cannucce di plastica rappresentano solo una piccola parte (0,022%) dei rifiuti di plastica emessi negli oceani ogni anno, alcuni critici ambientalisti hanno sostenuto che i divieti delle cannucce di plastica non sono sufficienti per affrontare il problema dei rifiuti di plastica e sono per lo più simbolici.
I divieti totali delle cannucce di plastica monouso hanno incontrato l'opposizione dei sostenitori dei diritti dei disabili, poiché ritengono che i materiali alternativi non siano adatti all'uso da parte di persone con mobilità ridotta (causate da condizioni come la paralisi cerebrale e l'atrofia muscolare spinale). Alcuni con disabilità neuromuscolari possono fare affidamento su una cannuccia di plastica per la sua resistenza al calore e per l'incapacità di sollevare una tazza. L'Americans with Disabilities Act (ADA) ha richiesto ai luoghi pubblici di fornire cannucce di plastica per garantire che coloro che ne hanno bisogno possano accedervi. In particolare, non tutte le persone con disabilità possono essere in grado di lavare le cannucce riutilizzabili, le cannucce realizzate con materiali rigidi non possono essere riposizionate, le cannucce di carta perdono la loro compattezza nel tempo se immerse in una bevanda e le cannucce realizzate con materiali duri come il metallo può causare lesioni. I sostenitori hanno preferito leggi che consentono ancora di offrire cannucce di plastica su richiesta.
Nel 2019, la campagna di rielezione degli Stati Uniti, Partito Repubblicano il presidente Donald Trump ha commercializzato pacchetti di cannucce di plastica riutilizzabili marchiate con il nome di Trump e colorate con il rosso caratteristico associato allo slogan "Make America Great Again", come trovata per la raccolta fondi. Il sito web della campagna li ha promossi come alternativa alle "cannucce di carta liberali".